# Johannes van Heeck

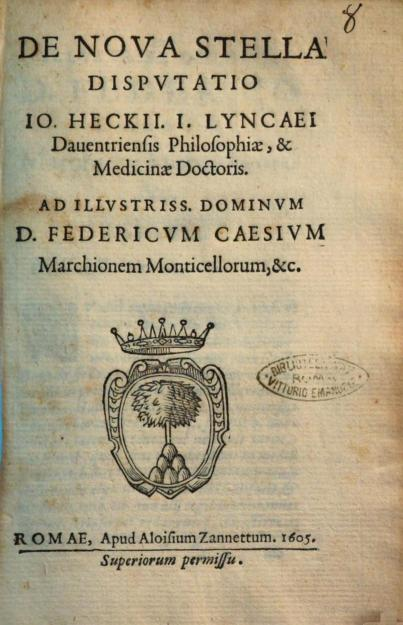
De Nova Stella Disputatio - disputatie door Johannes van Heeck uitg. in Rome, 1605

Johannes van Heeck, of Johannes Heckius, (Deventer, 1579 - Sant'Angelo Romano?, 1630) was een Nederlandse arts, natuuronderzoeker, alchemist en astronoom.
Vanwege de vervolging van Rooms-katholieken in de protestantse Lage Landen was Van Heeck als jonge man terechtgekomen in Italië. In Perugia studeerde hij medicijnen en verwierf er in 1601 zijn doktersgraad. Hij was een van de oprichters van de Accademia dei Lincei in Rome. De eerste publicatie van de Accademia stond op zijn naam. In 1604 verliet hij Rome en na vele omzwervingen door Europa vond hij een aanstelling aan het hof van keizer Rudolf II in Praag.
- Bibliothèque nationale de France: cb126520469 (data)
- Biografisch Portaal: 14303838
- Gemeinsame Normdatei: 138833923
- Nationale Bibliotheek van Tsjechië: uk2018980556
- Nederlandse Thesaurus van Auteursnamen: 073556866
- Système universitaire de documentation: 050601598
- Virtual International Authority File: 284957436
- WorldCat: E39PCjqtYTFygjGV6YjJPtxfmb